# Alchemilla argyrophylla
Alchemilla argyrophylla é uma espécie de rosácea do gênero Alchemilla, pertencente à família Rosaceae.